# Экспресс (газета)
«Экспресс» (укр. «Експрес») — всеукраинская газета универсального содержания, главная редакция которой находится во Львове. Основатель и главный редактор — Игорь Починок. Выходит с 1992 года.
В газете освещаются темы политики, общества, экономики, культуры, науки, медицины, развлечений и др. Редакция позиционирует издание как «лидера газетного рынка Правобережной Украине», однако среди «целевой аудитории» газеты есть и левобережная Полтавщина и Черниговщина. Для разных регионов Украины печатаются отдельные региональные вкладки.
По данным редакции, «Экспресс» является крупнейшей украиноязычной газетой на Украине (по состоянию на 2009 год тираж газеты превышал 1 200 000 экземпляров). Газета печатается на собственном издательском комплексе «Мандарин», неподалёку от Львова возле села Рясное-Русское. Распространяется по подписке (всеукраинский каталог) и через киоски «Украинской прессы» и собственную сеть «Интерпресс». Наиболее активно газета представлена в западных областях, в Киеве через киоски распространяется только четверговый (недельный) номер.

## История
Первый номер газеты под названием «Экспресс. Программа» вышел 16 октября 1992 года. В редакции работало всего 6 человек, и на 12 страницах этого выпуска были напечатаны рекламные объявления, оплата за которые полностью окупила затраты на тираж. Поэтому номер продавался в киосках и через сеть частных распространителей по чисто символической цене — за одну копейку.

### Резонансные расследования
В 2011 году журналистское расследование газеты о незаконной врачебной деятельности так называемого «Доктора Пи», копию несуществующего диплома которому подписал Дмитрий Табачник приобрело значительный резонанс. Результатом расследования стал арест Андрея Слюсарчука 14 ноября 2011 по обвинению в подделке документов и мошенничестве, а позже признали виновным и приговорили к 8 годам лишения свободы.
В 2012 году широкой огласки приобрело так называемое «Дело на миллиард» о хищении государственных средств в «Украинскаой железной дороге», председателем которой в то время находился Михаил Костюк, через выплату ООО «Корпорация» КРТ "", владельцами которого являются братья Богдан и Ярослав Дубневичи, реальных сумм за несуществующие поставки комплектующих и отмывания средств через фиктивные фирмы-однодневки. Было открыто уголовное дело с обысками в Укрзализныце.

## Формат
Кроме самой газеты «Экспресс», редакция издаёт еженедельное приложение-приложение «Телеэкспресс», газету «Добрый доктор» (каждые две недели), ежемесячное издание «Женский советчик» и молодёжный журнал «Экспресс СООL» (выходит ежемесячно).
Газета «Экспресс» выходит 3 раза (до 2009 года — 4 раза) в неделю, во вторник, четверг и пятницу. В зависимости от выпуска газета имеет различный объём и оформление:
- вторник — обычный выпуск (обычно 20 страниц);
- четверг — выпуск с телепрограммой — 24 страниц и бесплатное приложение «Телеэкспресс»;
- пятница — выпуск «на выходные» с изменёнными дизайном логотипа и макета страниц.

## Критика
Газета «Экспресс» неоднократно подвергалась критике за ее публикации о партии «Свобода». В частности, депутат Киевского областного совета от «Свободы» Александр Аронець заявил, что «Экспресс» публикует заказные статьи против его партии и отстаивает бизнес-интересы главного редактора Игоря Починка. В ноябре 2013 года лидеры оппозиционных сил Арсений Яценюк, Виталий Кличко и Олег Тягнибок подписали заявление, в котором обвинили газету в нарушении журналистских стандартов и морально-этических норм — выдвижении бездоказательных обвинений.
В ответ газета «Экспресс» обвинила партию «Свобода» не только в ложности в представлении информации о происхождении ее средств, бизнесе с идейными противниками-коммунистами, пребывании в рядах партии на руководящих должностях людей с криминальным прошлым, но и в попытках давления на газету путем запрета распространения сети киосков розничной торговли «Интерпресс» во Львове. Позицию газеты в споре поддержал и писатель Юрий Винничук.

## Награды и премии
- Премия имени Герда Буцериуса «Свободная пресса Восточной Европы» (2003)[16]